# Axtaçı (Sabirabad)
Axtaçı è un comune dell'Azerbaigian situato nel distretto di Sabirabad. Conta una popolazione di 302 abitanti.